# Contactoare (companie)

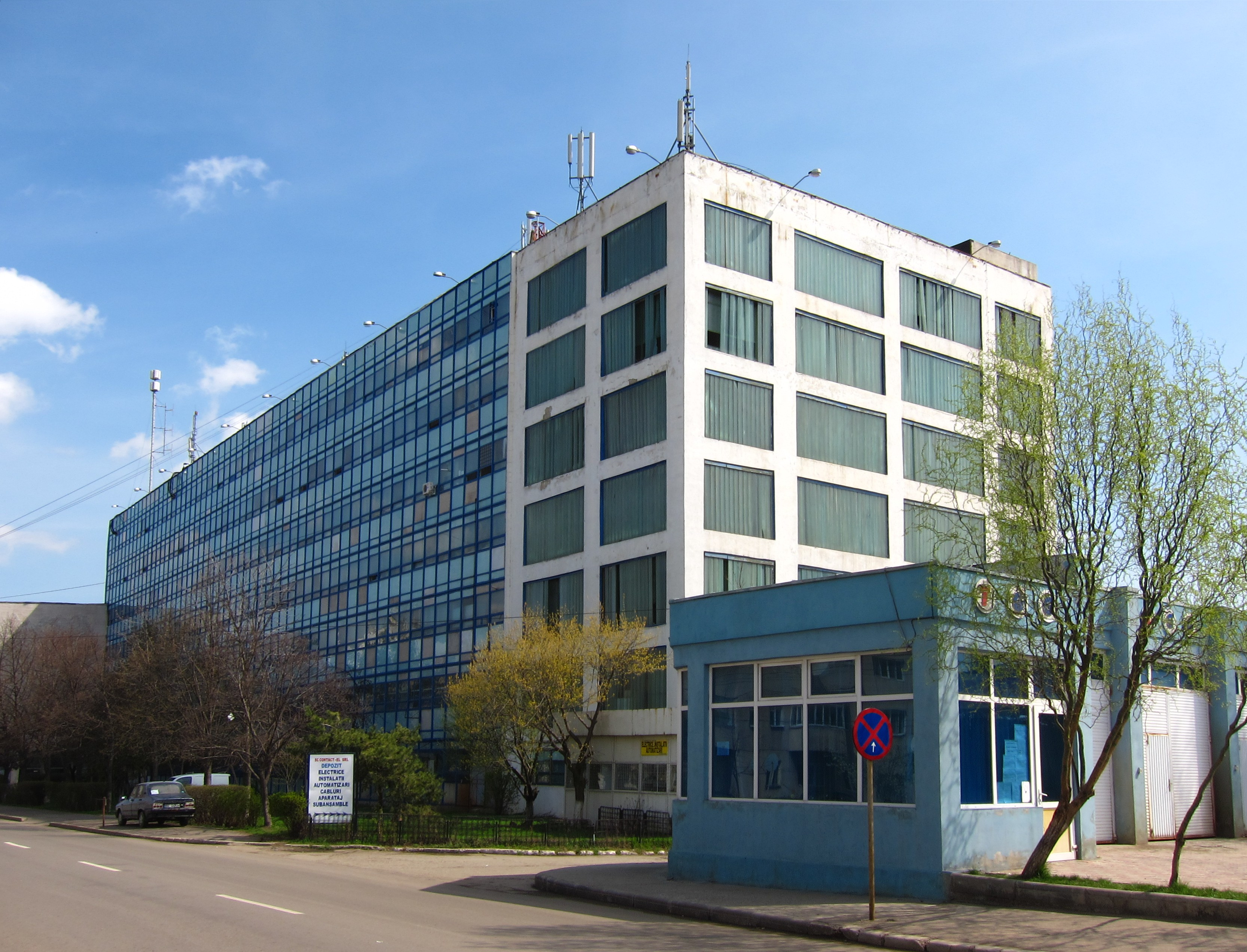
Contactoare SA Buzău

Contactoare Buzău este o companie din România, înființată în anul 1975, care are ca obiect de activitate proiectarea, execuția și comercializarea aparatajului electric de joasă tensiune, corpuri de iluminat stradal, corpuri de iluminat interior, aparataj electric divers, bunuri de larg consum, precum și execuția de ștanțe, matrițe, acoperiri galvanice, vopsiri în câmp electrostatic.
În cursul anului 1999, societatea a fost privatizată integral, în urma vânzării acțiunilor deținute de FPS, către holdingul Serviciile Comerciale Române, care include Sinterom Cluj, Uzuc Ploiești și alte companii.
Titlurile companiei se tranzacționează la categoria de bază a pieței Rasdaq, secțiunea XMBS, sub simbolul CONQ.
Cifra de afaceri în 2005: 10,9 milioane lei
Venit net în 2005: 0,8 milioane lei